# Deronectes platynotus
Deronectes platynotus är en skalbaggsart som först beskrevs av Ernst Friedrich Germar 1834.  Deronectes platynotus ingår i släktet Deronectes och familjen dykare.

## Underarter
Arten delas in i följande underarter:
- D. p. platynotus
- D. p. mazzoldii